# Leptogenys emeryi
Leptogenys emeryi is een mierensoort uit de onderfamilie van de Ponerinae. De wetenschappelijke naam van de soort is voor het eerst geldig gepubliceerd in 1901 door Auguste Forel.